# 皮德維索凱 (文尼察州)
49°4′30″N 29°35′53″E / 49.07500°N 29.59806°E
皮德維索凱（羅馬化：Pidvysoke）是烏克蘭的村落，位於該國西南部文尼察州，由文尼察區負責管轄，始建於1460年，面積2.79平方公里，海拔高度250米，2001年人口565，人口密度每平方公里202.73人。